# Primera División de Fútbol Femenino 2022 (Chile)
El Campeonato Nacional de la Primera División de Fútbol Femenino 2022, llamado por razones de patrocinio Campeonato Nacional Caja Los Andes 2022 fue la vigésimo tercera edición del torneo de la Primera División de fútbol femenino de Chile. El torneo se inició el 5 de marzo y finalizó el 17 de diciembre de 2022.

## Sistema
Los 15 equipos del torneo se enfrentarán entre sí en una sola rueda, disputando 14 partidos cada uno. Luego, los clubes serán divididos en dos grupos (A y B) según su ubicación en la tabla al término de la fase regular. Los equipos que finalicen entre el primer y octavo puesto disputarán el Grupo A de campeonato, y los siete clubes restantes compondrán el Grupo B, en el que lucharán por no descender.
En la fase de grupos, los cuatro primeros equipos del Grupo A disputarán la postemporada, jugando partidos de ida y vuelta en semifinales (el 1° contra el 4° y el 2° contra el 3°), con los ganadores de ambas llaves disputando una final a partido único en sede neutral. 
Por su parte, los equipos del Grupo B buscarán la permanencia, con los dos últimos descendiendo de forma directa, y los equipos posicionados en la 4.ª y 5.ª posición del grupo, enfrentándose entre sí en partidos de ida y vuelta para conocer al tercer equipo en descender.

## Localización

### Ubicación
| Equipo                    | Región        | Comuna o ciudad        |
| ------------------------- | ------------- | ---------------------- |
| Deportes Iquique          | Tarapacá      | Iquique                |
| Deportes Antofagasta      | Antofagasta   | Antofagasta            |
| Deportes La Serena        | Coquimbo      | La Serena              |
| Everton                   | Valparaíso    | Viña del Mar           |
| Audax Italiano            | Metropolitana | Santiago (La Florida)  |
| Colo-Colo                 | Metropolitana | Santiago (Macul)       |
| Palestino                 | Metropolitana | Santiago (La Cisterna) |
| Santiago Morning          | Metropolitana | Santiago (Recoleta)    |
| Universidad Católica      | Metropolitana | Santiago (Las Condes)  |
| Universidad de Chile      | Metropolitana | Santiago (Ñuñoa)       |
| O'Higgins                 | O'Higgins     | Rancagua               |
| Fernández Vial            | Biobío        | Concepción             |
| Universidad de Concepción | Biobío        | Concepción             |
| Huachipato                | Biobío        | Talcahuano             |
| Deportes Puerto Montt     | Los Lagos     | Puerto Montt           |

| Audax Italiano Universidad de Chile Colo-Colo Palestino Santiago Morning Universidad Católica |

## Relevos
| Pos  | a Primera División |
| ---- | ------------------ |
| Lig. | Huachipato         |
| Lig. | O'Higgins          |

| Pos   | a Primera B        |
| ----- | ------------------ |
| Prom. | Deportes Temuco    |
| 8.°   | Cobresal           |
| 8.°   | Santiago Wanderers |

| Pos  | a Primera División |
| ---- | ------------------ |
| Lig. | Huachipato         |
| Lig. | O'Higgins          |

| Pos   | a Primera B        |
| ----- | ------------------ |
| Prom. | Deportes Temuco    |
| 8.°   | Cobresal           |
| 8.°   | Santiago Wanderers |

## Información
| Equipo                    | Ciudad                 | Entrenador          | Estadio                                |
| ------------------------- | ---------------------- | ------------------- | -------------------------------------- |
| Audax Italiano            | Santiago (La Florida)  | Macarena Deichler   | Complejo Deportivo Ciudad de Campeones |
| Colo-Colo                 | Santiago (Macul)       | Luis Mena           | Monumental                             |
| Deportes Antofagasta      | Antofagasta            | Angie Vega          | Regional Calvo y Bascuñán              |
| Deportes Iquique          | Iquique                | Guillermo Carreño   | Complejo Deportivo Césare Rossi        |
| Deportes La Serena        | La Serena              | Wilson Fre          | Estadio La Portada                     |
| Deportes Puerto Montt     | Puerto Montt           | Sebastián Hernández | Estadio Chinquihue                     |
| Everton                   | Viña del Mar           | Pablo Guerra        | Estadio Sausalito                      |
| Fernández Vial            | Concepción             | Antonio Zaracho     | Ester Roa Rebolledo                    |
| Huachipato                | Talcahuano             | Marcelo Saavedra    | Estadio El Morro                       |
| O'Higgins                 | Rancagua               | Manuel Alarcón      | Monasterio Celeste                     |
| Palestino                 | Santiago (La Cisterna) | Claudio Quintiliani | Complejo Deportivo La Cisterna         |
| Santiago Morning          | Santiago (La Pintana)  | Milenko Valenzuela  | Municipal de La Pintana                |
| Universidad Católica      | Santiago (Las Condes)  | Ronnie Radonich     | San Carlos de Apoquindo                |
| Universidad de Chile      | Santiago (Ñuñoa)       | Carlos Véliz        | Centro Deportivo Azul                  |
| Universidad de Concepción | Concepción             | Paula Andrade       | Ester Roa Rebolledo                    |

## Tabla Fase Regular
| Pos. | Equipo                    | Pts. | PJ | G  | E | P  | GF | GC | Dif. |  |
| ---- | ------------------------- | ---- | -- | -- | - | -- | -- | -- | ---- |  |
| 1    | Santiago Morning          | 42   | 14 | 14 | 0 | 0  | 61 | 3  | +58  |  |
| 2    | Colo-Colo                 | 36   | 14 | 12 | 0 | 2  | 48 | 4  | +44  |  |
| 3    | Universidad de Chile      | 34   | 14 | 11 | 1 | 2  | 61 | 6  | +55  |  |
| 4    | Fernández Vial            | 29   | 14 | 9  | 2 | 3  | 33 | 11 | +22  |  |
| 5    | Universidad de Concepción | 21   | 14 | 6  | 3 | 5  | 21 | 18 | +3   |  |
| 6    | Palestino                 | 21   | 14 | 6  | 3 | 5  | 21 | 20 | +1   |  |
| 7    | Universidad Católica      | 19   | 14 | 5  | 4 | 5  | 22 | 25 | −3   |  |
| 8    | Audax Italiano            | 19   | 14 | 5  | 4 | 5  | 25 | 33 | −8   |  |
| 9    | Deportes Puerto Montt     | 19   | 14 | 6  | 1 | 7  | 19 | 28 | −9   |  |
| 10   | Deportes Iquique          | 18   | 14 | 5  | 3 | 6  | 26 | 28 | −2   |  |
| 11   | O'Higgins                 | 15   | 14 | 5  | 0 | 9  | 21 | 50 | −29  |  |
| 12   | Everton                   | 12   | 14 | 3  | 3 | 8  | 18 | 40 | −22  |  |
| 13   | Deportes Antofagasta      | 8    | 14 | 2  | 2 | 10 | 18 | 36 | −18  |  |
| 14   | Deportes La Serena        | 5    | 14 | 1  | 2 | 11 | 12 | 62 | −50  |  |
| 15   | Huachipato                | 3    | 14 | 1  | 0 | 13 | 10 | 52 | −42  |  |

Actualizado a los partidos jugados el 14 de agosto de 2022.
 Fuente: Campeonato Chileno
     Acceden al Grupo A
     Acceden al Grupo B
| Sanciones |
| --- |
| - Palestino fue sancionado con la pérdida de 3 puntos, tras el fallo del Tribunal de Disciplina de la ANFP, por la mala inscripción de la jugadora Mariel Pastenes en el partido ante O'Higgins. Los puntos perdidos fueron otorgados al rival, además de entregarle el triunfo por 3-0. - Deportes Antofagasta fue sancionado con la pérdida de 1 punto obtenido en el empate 1-1 ante Everton en la fecha 3, tras el fallo del Tribunal de Disciplina de la ANFP del 5 de abril de 2022. Everton fue declarado ganador con un resultado de 3-0 y recibió los 3 puntos. |

## Grupo A
| Pos. | Equipo                    | Pts. | PJ | G | E | P | GF | GC | Dif. |  |
| ---- | ------------------------- | ---- | -- | - | - | - | -- | -- | ---- |  |
| 1    | Universidad de Chile      | 18   | 7  | 6 | 0 | 1 | 26 | 4  | +22  |  |
| 2    | Colo-Colo                 | 16   | 7  | 5 | 1 | 1 | 19 | 5  | +14  |  |
| 3    | Santiago Morning          | 16   | 7  | 5 | 1 | 1 | 20 | 7  | +13  |  |
| 4    | Fernández Vial            | 15   | 7  | 5 | 0 | 2 | 10 | 5  | +5   |  |
| 5    | Palestino                 | 6    | 7  | 2 | 0 | 5 | 9  | 15 | −6   |  |
| 6    | Universidad de Concepción | 4    | 7  | 1 | 1 | 5 | 5  | 17 | −12  |  |
| 7    | Audax Italiano            | 4    | 7  | 1 | 1 | 5 | 9  | 28 | −19  |  |
| 8    | Universidad Católica      | 3    | 7  | 1 | 0 | 6 | 7  | 24 | −17  |  |

Actualizado a los partidos jugados el 27 de noviembre de 2022.
 Fuente: Campeonato Chileno
     Acceden a Play-Offs

## Grupo B
| Pos. | Equipo                 | Pts. | PJ | G | E | P | GF | GC | Dif. |  |
| ---- | ---------------------- | ---- | -- | - | - | - | -- | -- | ---- |  |
| 1    | Deportes Antofagasta   | 18   | 6  | 6 | 0 | 0 | 16 | 5  | +11  |  |
| 2    | O'Higgins              | 12   | 6  | 4 | 0 | 2 | 14 | 11 | +3   |  |
| 3    | Deportes Puerto Montt  | 7    | 6  | 2 | 2 | 2 | 12 | 6  | +6   |  |
| 4    | Everton (D)            | 7    | 6  | 2 | 1 | 3 | 10 | 11 | −1   |  |
| 5    | Deportes Iquique       | 6    | 6  | 2 | 1 | 3 | 10 | 13 | −3   |  |
| 6    | Huachipato (D)         | 5    | 6  | 1 | 2 | 3 | 4  | 10 | −6   |  |
| 7    | Deportes La Serena (D) | 3    | 6  | 1 | 0 | 5 | 6  | 16 | −10  |  |

Actualizado a los partidos jugados el 26 de noviembre de 2022.
 Fuente: Campeonato Chileno
     Se mantiene en Primera División
     Promoción
     Desciende a la Primera B 2023
| Sanciones |
| --- |
| - Reducción de 1 punto a Deportes Puerto Montt por el Tribunal de Disciplina. - Reducción de 1 punto a Deportes Iquique por el Tribunal de Disciplina. |

## Fase Final
|  | Semifinal            | Semifinal            | Semifinal | Semifinal |   |                      | Final                | Final | Final |  |
|  |                      |                      |           |           |   |                      |                      |       |       |  |
|  |                      |                      |           |           |   |                      |                      |       |       |  |
|  | Universidad de Chile | Universidad de Chile | 2         | 2         |   |                      |                      |       |       |  |
|  | Universidad de Chile | Universidad de Chile | 2         | 2         |   |                      |                      |       |       |  |
|  | Fernández Vial       | Fernández Vial       | 0         | 1         |   |                      |                      |       |       |  |
|  | Fernández Vial       | Fernández Vial       | 0         | 1         |   | Universidad de Chile | Universidad de Chile | 0     |       |  |
|  |                      |                      |           |           |   | Universidad de Chile | Universidad de Chile | 0     |       |  |
|  |                      |                      | Colo-Colo | Colo-Colo | 1 |                      |                      |       |       |  |
|  | Colo-Colo            | Colo-Colo            | Colo-Colo | Colo-Colo | 1 | 2                    | 1                    |       |       |  |
|  | Colo-Colo            | Colo-Colo            |           |           |   | 2                    | 1                    |       |       |  |
|  | Santiago Morning     | Santiago Morning     | 1         | 1         |   |                      |                      |       |       |  |
|  | Santiago Morning     | Santiago Morning     | 1         | 1         |   |                      |                      |       |       |  |
|  |                      |                      |           |           |   |                      |                      |       |       |  |

## Campeón
|             |
| Campeón     |
| Colo-Colo   |
| 14.º título |
|             |

## Definición Chile 2
Santiago Morning (subcampeón 2021) y Colo-Colo (sublíder primera fase) definieron al segundo equipo chileno que disputará la Copa Libertadores Femenina 2022, acompañando al actual campeón Universidad de Chile en la cita continental.
| 13 de septiembre de 2022, 18:50 | Santiago Morning             | 2:1 (1:1) | Colo-Colo | Nicolás Chahuán, La Calera |                           |
|                                 | Balmaceda 14' · Vallejos 90' | Reporte   | 29' Grez  | Árbitro(s): Dione Rissios  | Árbitro(s): Dione Rissios |

- Santiago Morning clasificó a la Copa Libertadores Femenina 2022 como Chile 2.

## Promoción
Everton (cuarto lugar Grupo B) y Deportes Iquique (quinto lugar del Grupo B) disputarán el tercer descenso de la temporada en la llave de promoción, disputando partidos de ida y vuelta. El equipo con mejor posición en la tabla grupal cerrará la llave como local.
| 3 de diciembre de 2022, 12:00 | Deportes Iquique          | 2:1 (1:0) | Everton          | Complejo Cesare Rossi, Iquique |                              |
|                               | Cegarra 36' · Fuentes 64' | Reporte   | 68' (pen.) Pavez | Árbitro(s): Mauricio Pizarro   | Árbitro(s): Mauricio Pizarro |

| 10 de diciembre de 2022, 10:00 | Everton       | 1:2 (0:1) (Global 2:4) | Deportes Iquique                  | Sausalito, Viña del Mar    |                            |
|                                | Contreras 49' | Reporte                | 16' Espinoza · 45' (pen.) Fuentes | Árbitro(s): Denisse Rivera | Árbitro(s): Denisse Rivera |

Deportes Iquique ganó por 4 - 2 en el marcador global y se mantendrá en Primera División para la próxima temporada. Por su parte, Everton jugará en el Ascenso Femenino en el 2023.

## Goleadoras
- Actualizado: 17 de diciembre de 2022

| Jugadora            | Equipo               | Goles |
| ------------------- | -------------------- | ----- |
| Sonya Keefe         | Universidad de Chile | 26    |
| Ysaura Viso         | Colo-Colo            | 21    |
| Thiare Parraguez    | O'Higgins            | 20    |
| Yenny Acuña         | Santiago Morning     | 17    |
| Franchesca Caniguán | Fernández Vial       | 16    |
| Rebeca Fernández    | Universidad de Chile | 16    |